# Púshkar

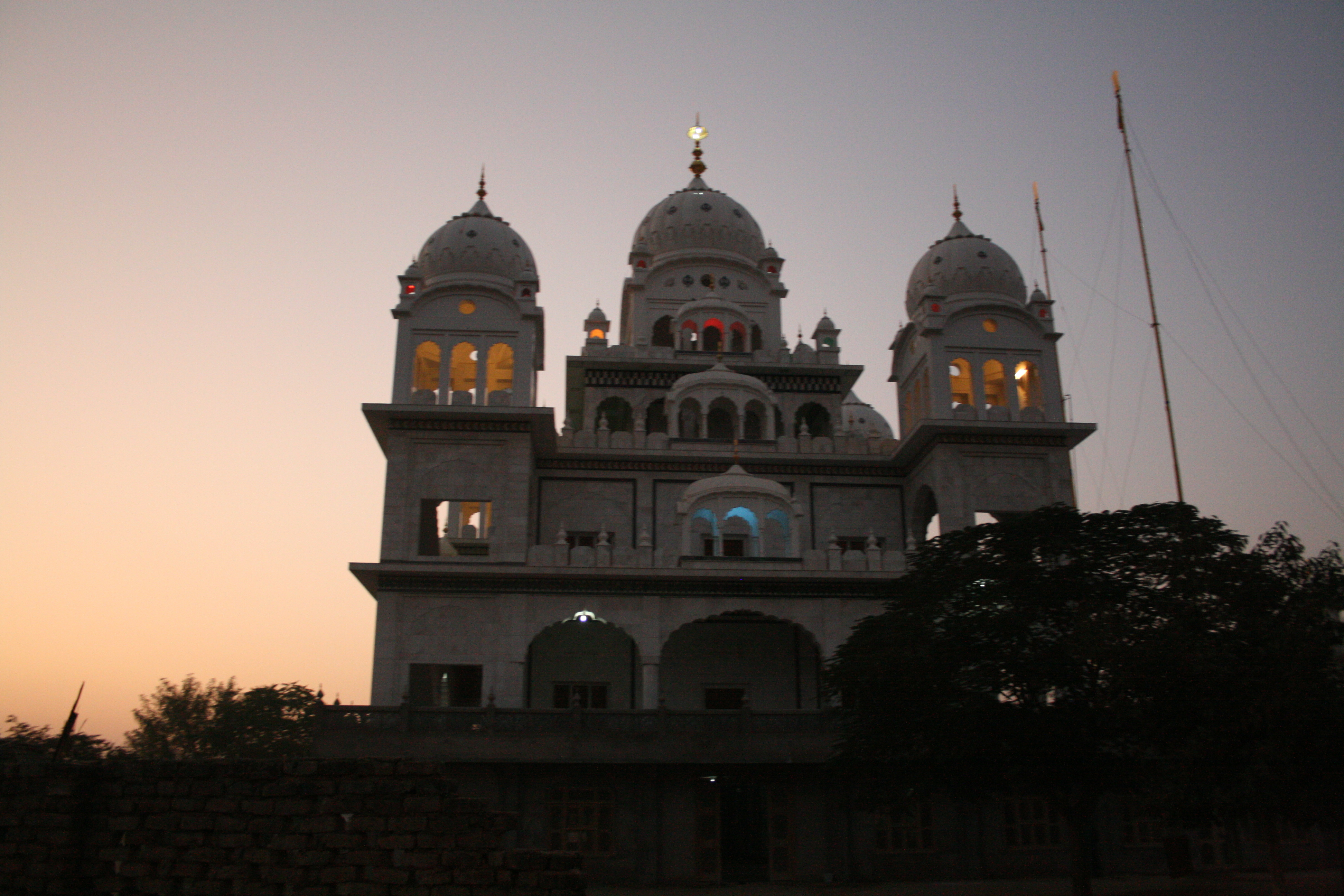
Templo Sikh en Púshkar.

Púshkar (पुष्कर [púshkar] en hindí, पुष्कर [púshkara], en escritura devánagari del sánscrito, púṣkara, en el sistema IAST de transliteración sánscrita) es una ciudad del estado de Rayastán, en la India.
Púshkar significa flor de loto azul.

## Leyenda
Los hinduistas (practicantes de la religión hindú) creen que los dioses dejaron libre un cisne con un loto en el pico. Allí donde el cisne dejara caer el loto, el dios Brahma haría un gran iagñá. El sitio donde cayó el loto se denominó Púshkar.
La localidad de Púshkar está situada a 14 km al noroeste de Ajmer y es uno de los cinco dhams (lugares sagrados de peregrinaje para los hinduistas devotos). A Púshkar también se le conoce como Tirtha Rash (‘el rey de los lugares de peregrinación’) y es un sitio frecuentado por turistas extranjeros.
Púshkar es una de las ciudades más antiguas en la India. Asentada a orillas del Lago de Púshkar se desconoce su fecha de fundación, pero la leyenda asocia a Brahma con su creación. En los Puranás (textos sagrados del hinduismo) se dice que el dios Brahmá hizo penitencia durante 60000 años para poder contemplar brevemente al Radha Krishna (Dios hindú).
Púshkar acoge infinidad de templos. La mayoría no son muy antiguos ya que muchos fueron destruidos durante las conquistas del territorio por parte de los musulmanes. Los templos destruidos fueron reconstruidos. El templo más famoso de todos es el Templo de Brahma, que data del siglo XIV. Existen muy pocos templos en el mundo en honor a Brahmā, entre los que cabe mencionar, además del de Púshkar, el Templo Besakih en Bali, Bithoor en Uttar Pradesh, India, en la localidad de Asotra cerca de la ciudad de Balotra en el Distrito de Barmer en Rajastán, y Prambanan en Indonesia. El lago de Púshkar tiene 52 ghats donde los peregrinos se sumergen en el lago para bañarse en las aguas sagradas. Púshkar es también conocido por la Feria Anual del Camello.
El entorno natural de Púshkar y del lago sagrado se ha venido deteriorando en las últimas décadas debido principalmente al crecimiento descontrolado de lugares para acoger a los turistas y debido a la deforestación del área

## Geografía

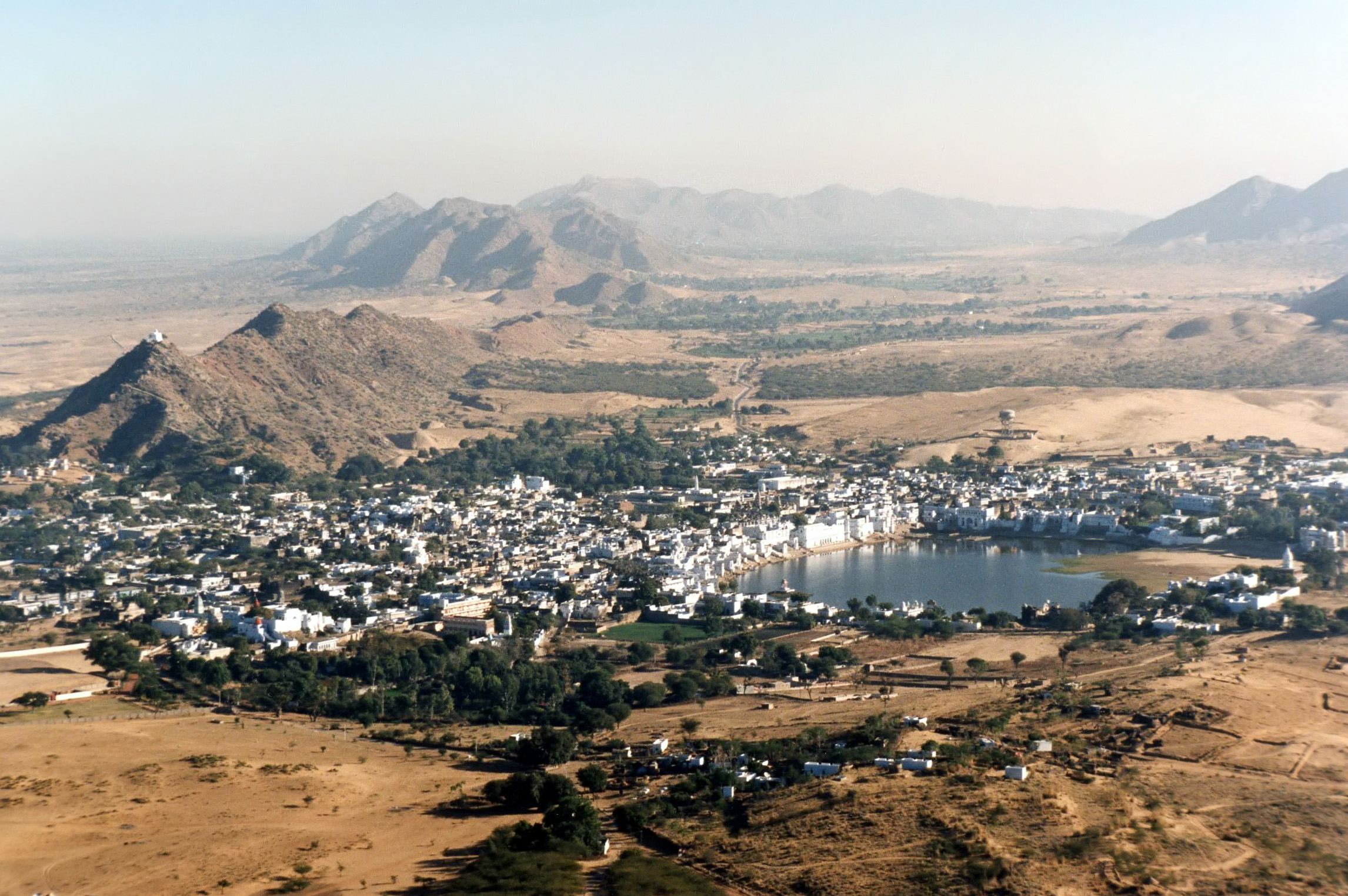
La ciudad de Púshkar vista desde el templo sagrado de la diosa Sáraswati.

La ciudad de Púshkar está situada en 26°30′N 74°33′E / 26.5, 74.55, a una elevación promedio de 510 m s. n. m..

## Demografía
Según el censo indio de 2001, Púshkar contaba con una población de 14.789, de los cuales el 54% son varones y el 46% mujeres. La tasa de alfabetismo es del 69%, mayor que la media nacional del 59.5%. Por sexos, la tasa de alfabetismo de los varones es del 77%, y de las mujeres del 60%. En Púshkar, el 14% de la población tenía en 2001 menos de 6 años.

## Historia
Se considera a Púshkar una de las ciudades más antiguas del país. Su fecha de fundación es desconocida, pero la leyenda asocia a Brahma con su creación. Se dice que en este sitio Brahmá hizo penitencia durante 60000 años para poder contemplar brevemente a Radha y Krishna (la divina pareja de dioses).
El Ramayana (últimos siglos del primer milenio a. C.) menciona a Púshkar y dice que el sabio Vishwa Mitra practicó allí tapas (austeridades). También se puede leer que el Apsarā Menaka fue a Púshkar para bañarse en sus aguas sagradas.
El texto épico Mahábharata dice que maharash Iudhistira (el mayor de los hermanos Pándavas) se bañó en Púshkara después de adentrarse en las Junglas de Sing y cruzar los arroyos en el camino.
Según el Vaman puraná, el santo niño Prajlada, en sus peregrinaciones a los sitios santos, visitó Púshkarayana.
En el siglo XVII, el regidor de Mandore, Nahadarava, un pratihara (que en inscripciones posteriores se denominarían gurjara-pratihara), restauró este tirtha (lugar de peregrinación). Hizo limpiar el lugar y el lago mediante una pequeña presa junto al río Luni. Reconstruyó los viejos palacios y mandó construir doce dharmashalas (comedores gratuitos) y ghats  (graderios para los baños) en tres orillas del lago.
Se dice que el sabio Parasara nació en Púshkar. Sus descendientes, los sacerdotes (bráhmanas) Parasaras vivieron en Purskar y en sus cercanías. El famoso templo de Jeenmata ha sido cuidado por los parásara bráhmanas durante los últimos mil años. También puede ser que los bráhmanas púshkarana provengan de Púshkar.

## Accesos a Púshkar
Por aire

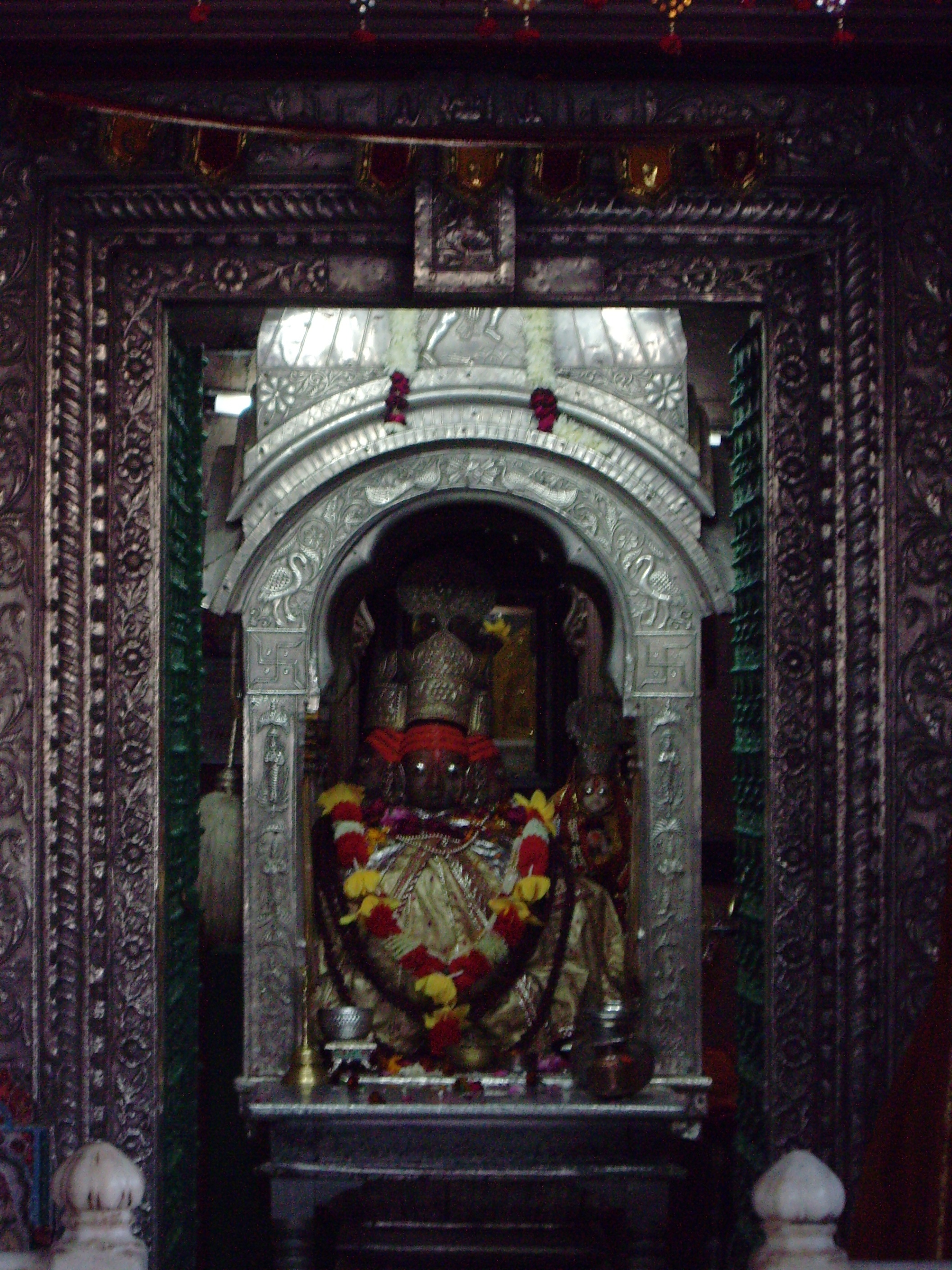
Deidad dentro del Templo de Brahma en Púshkar, Rajastán.

El aeropuerto más cercano es el de Jaipur, la capital de Rajastán. Jaipur está bien conectado a las principales ciudades de la India, tales como Delhi, Bombay, Calcuta, Indore, Jodhpur y Udaipur.
En autobús
Púshkar se encuentra a 11 km de la estación de autobuses de Ajmer. La compañía Rajasthan Roadways dispone de autobuses modernos desde Jaipur a Ajmer, Indore y Nagda cada 15 minutos.
En automóvil
La carretera desde Jaipur es de buena calidad, el trayecto es de unas 3 a 4 horas.
En tren
La estación de tren más cercana está situada en Ajmer, la cual, a su vez está conectada a las principales ciudades del país.

## Sitios de interés
- Lago de Bakshi & Ankur Mahajan;

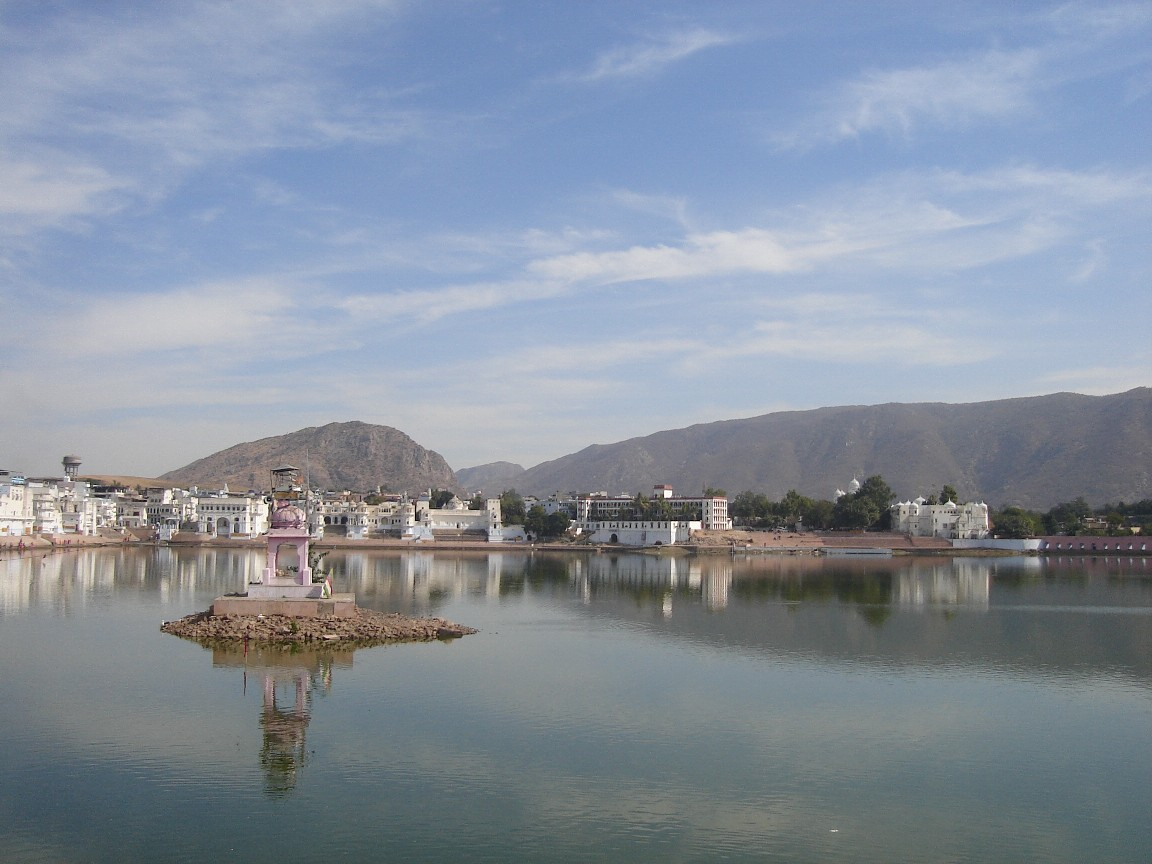
El lago de Púshkar.

- Jagat Pita Shri, Templo de Brahma;
- Templo de Varaja: los hinduistas creen que en este lugar la encarnación jabalí del dios Vishnú mató al poderoso demonio Jiraniaksa (el hermano de Jirania Kashipú).
- Templo Apteshwar Mahadev;
- Templo Savitri;
- Templo de Rangji (Antiguo y Nuevo) o Shri Vaikunthnathji;
- Man Mahal;
- Gurudwara Singh Sabha.

Ferias y exposiciones
- Feria de Púshkar
- Feria de Nagaur
- Feria de Tejaji